# Seznam švedskih rokometašev
Seznam švedskih rokometašev.

## A
- Björn Andersson
- Kim Andersson
- Per Magnus Andersson
- Robert Andersson

## B
- Anders Bäckegren
- Göran Bengtsson
- Martin Boquist

## C
- Per Carlén
- Magnus Cato

## E
- Lennart Ebbinge
- Dan Eriksson
- Lennart Eriksson

## F
- Johan Fischerström
- Martin Frändesjö
- Mathias Franzén

## G
- Peter Gentzel
- Isabelle Gulldén
- Mattias Gustafsson

## H
- Nathalie Hagman
- Erik Hajas
- Lars-Erik Hansson
- Göran Hård af Segerstad
- Robert Hedin
- Rolf Hertzberg

## J
- Bengt Johansson
- Benny Johansson
- Jan Jonsson

## K
- Lars Karlsson
- Lukas Karlsson
- Michael Koch

## L
- Anna Lagerquist
- Jonas Larholm
- Andreas Larsson
- Jan Lennartsson
- Patrik Liljestrand
- Mats Lindau
- Ola Lindgren
- Stefan Lövgren

## M
- Christer Magnusson

## O
- Per Öberg
- Peter Olofsson
- Mats Olsson
- Olle Olsson
- Staffan Olsson
- Sten Olsson

## P
- Thomas Persson
- Fredrik Petersen
- Johan Petersson

## S
- Tomas Sivertsson
- Danny Sjöberg-Augustsson
- Axel Sjöblad
- Johan Sjöstrand
- Bertil Söderberg
- Tommy Souraniemi
- Frank Ström
- Tomas Svensson

## T
- Pierre Thorsson

## V
- Ljubomir Vranjes

## W
- Magnus Wislander
- Rasmus Wremer